# Ardaris
Ardaris är ett släkte av fjärilar. Ardaris ingår i familjen tjockhuvuden.
Kladogram enligt Catalogue of Life:
| Ardaris | \| \| Ardaris eximia \| \| \| \| \| \| Ardaris hantra \| \| \| \| |
|         | \| \| Ardaris eximia \| \| \| \| \| \| Ardaris hantra \| \| \| \| |
|         | Ardaris eximia                                                    |
|         |                                                                   |
|         | Ardaris hantra                                                    |
|         |                                                                   |

## Bildgalleri

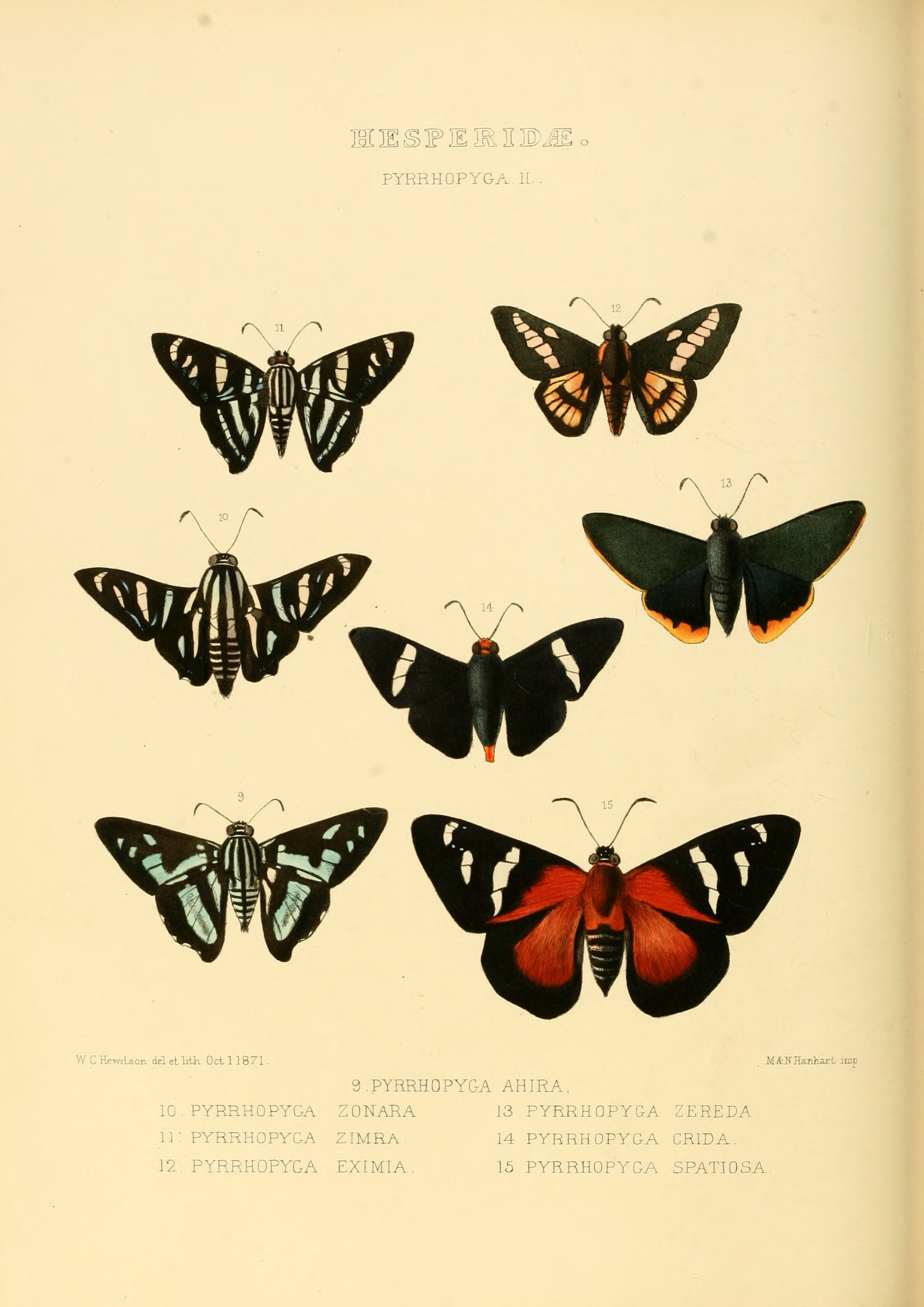
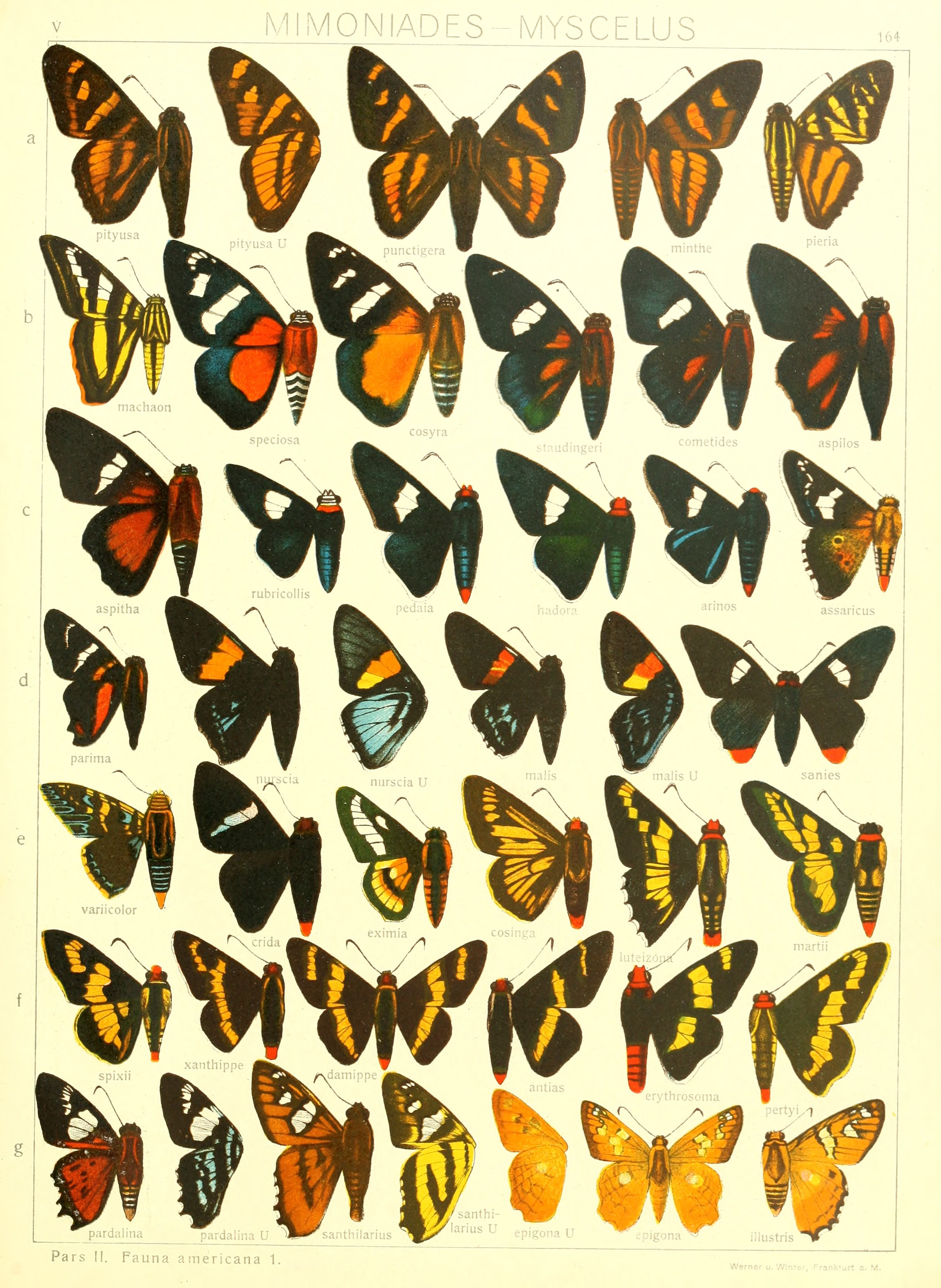